# Carlo Ginzburg
Carlo Ginzburg (Turim, 15 de abril de 1939) é um historiador italiano, conhecido por ser um dos pioneiros no estudo da micro-história.

## Biografia
Filho do professor e tradutor Leone Ginzburg e da romancista Natalia Ginzburg, estudou na Escola Normal Superior de Pisa, e em seguida no Instituto Warburg em Londres; ensinou história moderna na Universidade de Bolonha e, em seguida, nas universidades de Harvard, Yale e Princeton, além da Universidade da Califórnia em Los Angeles (nesta última, ocupou, durante duas décadas desde 1988, a cadeira de história do Renascimento italiano). Desde 2006, ele ocupa a cadeira de história cultural europeia na Escola Normal Superior de Pisa.
Atento especialista das atitudes e crenças religiosas populares do início da época moderna, publicou em 1966 Os andarilhos do bem (I Benandanti), um estudo sobre a sociedade camponesa de Friul do século XVI, no qual ilumina, tendo como base um tipo de documentação relacionada a processos inquisitoriais, a relação dialética entre um complexo sistema de crenças amplamente disseminadas no mundo rural, resultado da evolução de um antigo culto agrário, e sua interpretação pelos inquisidores que tendiam a equipará-las a formas codificadas de bruxaria. Tornou-se mundialmente conhecido com a obra O queijo e os vermes (Il formaggio e i vermi, 1976), que abordava a vida de um camponês em Montereale Valcellina, Itália. Em História noturna (Storia notturna, 1989), ele traça um caminho complexo desde a caça às bruxas até uma grande variedade de práticas que evidenciam substratos de cultos xamânicos na Europa.

## Prêmios
- Prix Aby Warburg (1992);
- Prix Lyssenko (1993);
- Premio Letterario Viareggio-Rèpaci (1998);
- Prêmio Antonio Feltrinelli (2005), para a ciência histórica;[3]
- Prêmio Balzan (2010);

## Obra
- I benandanti. Stregoneria e culti agrari tra '500 e '600, 1966 (traduzido para o francês, inglês, alemão, japonês, holandês, português, sueco, coreano, espanhol, chinês);
- Il nicodemismo. Simulazione e dissimulazione religiosa nell'Europa del '500, 1970;
- Giochi di pazienza. Un seminario sul 'Beneficio di Cristo', 1975 (publicado em colaboração com Adriano Prosperi);
- Il formaggio e i vermi. Il cosmo di un mugnaio del '500, 1976 (traduzido para o francês, alemão, inglês, japonês, holandês, português, espanhol, sueco, polonês, servo-croata, húngaro, grego, turco, romeno, albanês, estoniano, tcheco, russo, coreano, hebreu, catalão);
- Indagini su Piero. Il Battesimo, il ciclo di Arezzo, la Flagellazione di Urbino, 1981 (traduzido para o francês, inglês, alemão, espanhol, português); Nuova edizione con l'aggiunta di quattro appendici, 1994 (traduzido para o japonês e inglês);
- Miti emblemi spie, 1986 (traduzido para o francês, alemão, inglês, espanhol, português, holandês, japonês, sueco, finlandês, dinamarquês, russo, turco);
- Storia notturna. Una decifrazione del sabba, 1989 (traduzido para o francês, alemão, inglês, espanhol, português, japonês, holandês, romeno, norueguês, húngaro, tcheco);
- Il giudice e lo storico. Considerazioni in margine al processo Sofri, 1991 (traduzido para o alemão, japonês, holandês, espanhol, francês, inglês, grego);
- Occhiacci di legno. Nove riflessioni sulla distanza, 1998 (traduzido para o alemão, espanhol, inglês, português, francês, japonês, grego);
- History, Rhetoric, and Proof. The Menachem Stern Jerusalem Lectures, 1999 (traduzido para o japonês; versão ampliada em italiano: Rapporti di forza. Storia, retorica, prova, 2000; traduzido para o alemão, português, hebreu, francês, turco);
- Das Schwert und die Glühbirne. Eine neue Lektüre von Picassos Guernica, 1999 (traduzido para o inglês e espanhol);
- No Island is an Island. Four Glances at English Literature in a World Perspective, 2000 (traduzido para o espanhol, italiano, português, francês);
- Tentativas, 2003;
- Un dialogo, 2003 (publicado em colaboração com Vittorio Foa);
- Rekishi o Sakanadeni Yomu, 2003;
- Il filo e le tracce. Vero falso finto, 2006 (traduzido para o português);
- Paura, reverenza, terrore. Rileggere Hobbes oggi, 2008;
- Nondimanco. Machiavelli, Pascal, 2018.